# Незалежний Московський університет
Незалежний Московський Університет (НМУ) — недержавний освітній заклад з підготовки професійних математиків, працює за зразком закладу вищої освіти.

## Історія
Незалежний Московський Університет заснували в 1991 році групою відомих академіків, професорів та ентузіастів математичного навчання (В. І. Арнольд, С. П. Новіков, Я. Г. Сінай, Л. Д. Фадєєв, В. М. Тіхоміров, Р. Л. Добрушин та інш.). Вирішальну роль в заснуванні Університету також відіграли професори П. Делінь й Р. Макферсон, а також відомий викладач та організатор математичних олімпіад Н. Н. Константинов. Президент НМУ з 2000 року Ю.С, Іл'яшенко.
З 2001 року діє програма для іноземних студентів Math in Moscow. Американська й Канадська математичні спільноти виділили стипендії для тих, хто бажає навчатися математиці в Незалежному Університеті протягом одного року або семестру. Також працює програма обміну з Вищою Нормальною Школою в Парижі[недоступне посилання з липня 2019]: п'ятикурсники та аспіранти НМУ мають можливість протягом місяця навчатися в Ecole Normale, а французькі студенти — в НМУ. В 2002 році в НМУ відкрилася спільна французько-російська лабораторія (Laboratoire J.-V. Poncelet), через деякий час вона стала інтенсивно живучим науковим центром.

## Навчання
У НМУ, як у специфічному університеті, немає державної ліцензії. Офіційно, він є структурним підрозділом Московського центру неперервної математичної освіти; навчання триває на підставі Додатку 001 до ліцензії серії А 335085, реєстраційний номер 026352, як надання додаткових освітніх програм(факультативних курсів) до середньої або вищої освіти.
НМУ надає безкоштовний 5-річний курс навчання (слухач має право скоротити або збільшити фактичний термін навчання, виходячи з особистих потреб та інтересів), а також (з 1993 року) аспірантські курси. Заняття проводяться вечорами для зручності студентів вишів.
Навчання в НМУ будується за наступними принципами:
- вступні екзамени відсутні;
- заняття може вільно відвідувати будь-який охочий;
- слухач, що успішно склав 3 екзамени, автоматично стає слухачем університету (слухач k-го семестру повинен мати не менш ніж 3k — 3 зданих семестрових курсів);
- для успішного закінчення НМУ слухач має скласти екзамени та заліки за всіма предметами та за спеціальними курсами (за власним вибором), а після закінчення навчання — захистити дипломну роботу.

Диплом університету визнають провідні математичні організації світу, такі як Математичний інститут імені В. А. Стєклова РАН та Гарвардський університет.